# Concilio di Pisa (1135)

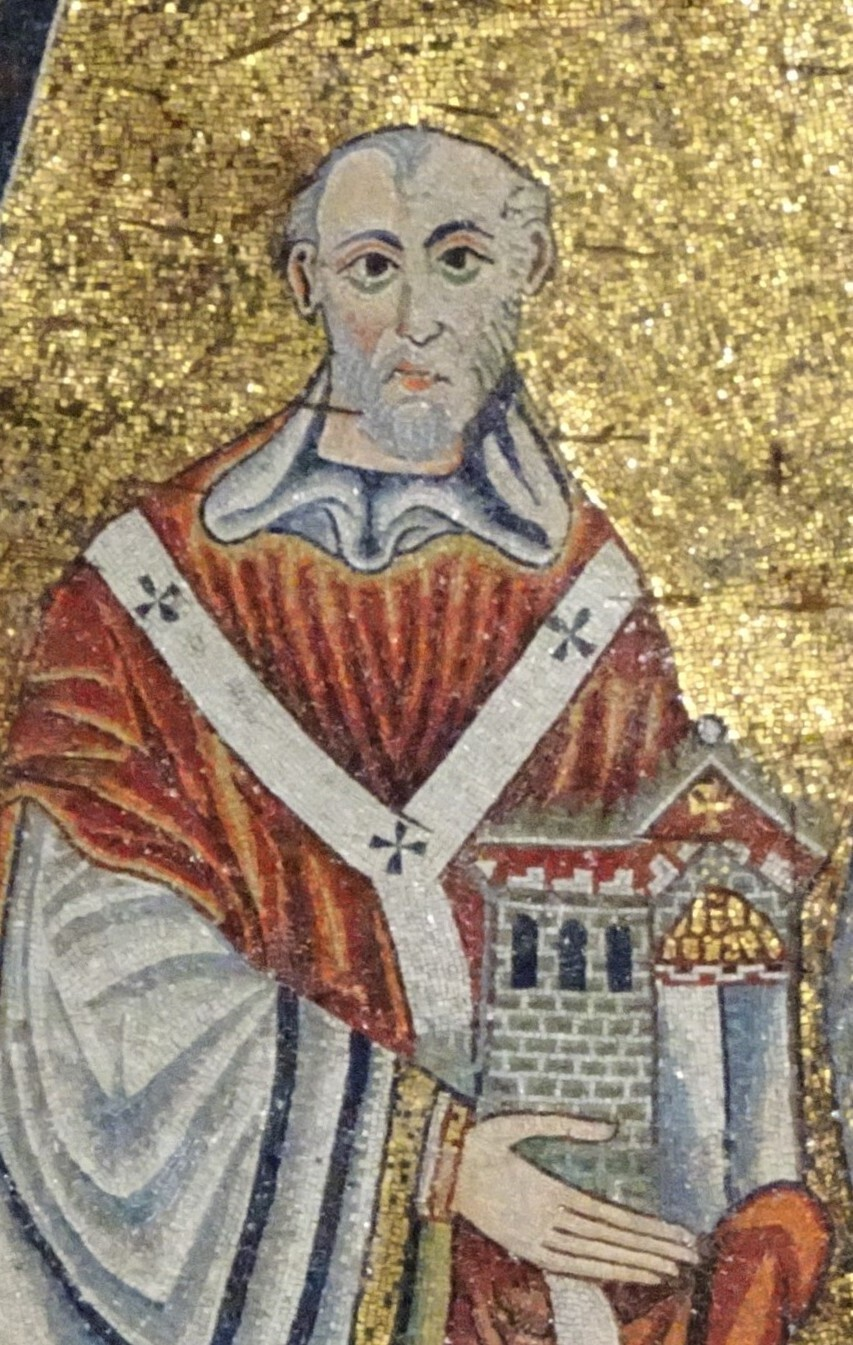
Papa Innocenzo II

Il concilio di Pisa fu convocato nel maggio 1135 da papa Innocenzo II nel corso della sua lotta contro l'antipapa Anacleto II.

## Contesto
Nel 1130, nella notte in cui morì papa Onorio II, sedici cardinali elessero papa Innocenzo II. Poche ore dopo, venti cardinali si riuniscono in un nuovo conclave, ed elessero Anacleto II. Nessuna delle due elezioni soddisfaceva i requisiti legali, che all'epoca non erano chiaramente definiti. Alcuni storici, come Paul Johnson, vedono in questa doppia elezione come espressione della rivalità di due potenti famiglie, quella dei Frangipani e quella dei Pierleoni. Lo storico John Norman Davidson Kelly teorizzò, al contrario, che ciò riflettava invece una profonda divisione tra i cardinali:
- i più giovani dei cardinali, fin dal concordato di Worms, erano impegnati nel rinnovamento interno della Chiesa;
- i cardinali più anziani invece ritenevano che la riforma gregoriana consistesse nel strappare sempre più concessioni all'Impero[3].

Alleato di Ruggero II di Sicilia, Anacleto governò pacificamente Roma per otto anni. Rifugiatosi in Francia, Innocenzo ottiene dal re di Francia Luigi VI la convocazione, nell'ottobre 1130, del concilio regionale di Clermont, dove Bernardo di Chiaravalle lo designò legittimo pontefice di Roma, e Anacleto fu quindi scomunicato. L'anno successivo, Innocenzo presiedette il concilio regionale di Reims, dove lanciò l'anatema su Anacleto.
Tornò a Roma nel 1133, in seguito all'ingresso nell'Urbe dell'imperatore Lotario II di Supplimburgo, ma non poté soggiornarvi. Si ritirò poi a Pisa.

## Procedura
Nel maggio 1135, presiedette un concilio dove si manifestò l'alleanza tra lui, Bernardo di Chiaravalle e i Templari. L'espansione dell'Ordine del Tempio in Italia fu infatti subordinata alla vittoria di Innocenzo, che gli fu molto favorevole. Bernardo intervenne violentemente contro Anacleto. Il concilio terminò nel giugno di quell'anno, e rinnovò le sanzioni contro la parte avversa, colpendo con l'anatema Anacleto e Ruggero II di Sicilia.
Inoltre, depose il principe-vescovo di Liegi, Alessandro I, accusato di simonia; e condannò per eresia il predicatore Enrico di Losanna (Enrico di Cluny), facendolo imprigionare.

## Il seguito
Lo scisma terminò nel 1138, anno della morte di Anacleto. Il successore di quest'ultimo, Vittorio IV, si dimise dopo pochi mesi e Innocenzo venne riconosciuto unico pontefice.
Il concilio di Pisa non fu ecumenico. Innocenzo convocò quindi il secondo concilio Lateranense nel 1139, che confermò, dando loro maggiore solennità, i decreti dei concili di Clermont, Reims e Pisa.